# Terror Circus
Terror Circus (també llançat com a The Barn of the Naked Dead i Nightmare Circus) és una pel·lícula de terror d'explotació estatunidenca de 1973 dirigida per Alan Rudolph, i protagonitzada per Andrew Prine, Manuela Thiess, Sherry Alberoni, Gyl Roland i Sheila Bromley. Segueix tres showgirls que són segrestades al desert per un psicòpata que empresona dones al seu graner prop de l'antic lloc d'una catàstrofe nuclear.
El director i escriptor de la pel·lícula s'acredita com a Gerald Cormier, el nom d'un doble i cap de la distribuïdora de la pel·lícula, CMC Pictures. Algunes fonts indiquen que el nom de Cormier era un pseudònim per a Rudolph. Segons l'actor Prine, però, el mateix Cormier va ser un dels altres dos directors contractats per rodar la pel·lícula abans que Rudolph es fes càrrec de la direcció.

## Argument
La Simone, la Sheri i la Corinne, tres showgirls, viatgen pel desert de Mojave fins a Las Vegas quan el radiador del seu cotxe falla, deixant-les encallades durant la nit. A l'alba, un home anomenat Andre ofereix portar les dones a la seva propietat al desert. En arribar, queden horroritzades i troben que la granja d'Andre conté un gran graner ple de dones encadenades a les quals deshumanitza i manté com a presoneres per fer trucs, imaginant-se a si mateix com un espectacle de circ.
Les tres dones formen part de la "tropa" d'esclaves d'Andre, i es veuen encadenades i obligades a seguir les seves sàdiques ordres mentre marxen pel desert. Una de les dones, una científica, revela que Andre la va segrestar mentre estava a la zona estudiant els efectes ecològics d'una central nuclear propera. Les dones s'extasionen quan l'Andre deixa accidentalment les claus dels seus grillons al graner, i fan un intent desesperat d'alliberar-se, només per ser castigades quan Andre torna.
Mentrestant, l'agent de les dones, Derek Moore, presenta una denúncia de persones desaparegudes i el xèrif Stanford intenta localitzar les tres noies desaparegudes. Al graner de l'Andre, ordena a una de les dones que vagi al desert on l'unta amb sang de vedella i deixa anar un puma salvatge en gàbia perquè la persegueixi. La dona fuig, només per ser matada a talls per un agressor invisible en un cobert. L'Andre agafa el seu cos i el col·loca en un laboratori prop del graner, on toca una caixa de música i recorda l'abandonament de la seva mare.
L'Andre es fixa amb Simone, a qui creu que és la seva mare, i li confessa que els militars van intentar expulsar la seva família de la seva casa mentre feia un experiment nuclear que va deixar el seu pare grotescament deformat. Simone aplaca l'Andre jugant amb els seus deliris, amb l'esperança d'alliberar-se ella mateixa i les altres. Més tard, l'Andre selecciona a Sheri com la seva propera "intèrpret" en la qual interpretarà el paper de la "Dama rèptil". La llença a terra i deixa anar una boa constrictor al seu costat, obligant-la a retorçar-se al costat de la serp.
Després que la Simone estigui tancada al laboratori d'Andre, aconsegueix trobar les claus dels grillons de les dones i aconsegueix alliberar-se. Ella es cola al graner i allibera diverses de les altres captives abans que Andre torni. Mentrestant, Derek i el xèrif Stanford troben el cotxe abandonat de les dones, i Stanford demana reforç. L'Andre, indignat per la traïció de Simone, la mulla amb sang i intenta enganxar-la amb el puma, però una de les dones alliberades l'incapacita i l'encadena a la gàbia. Una altra de les captives entra a la barraca propera, on, sense voler, allibera el pare desfigurat de l'Andre. El pare d'Andre, boig per l'exposició radioactiva que va patir, assassina Andre i Simone abans d'entrar al graner, on mata les dones una per una.
El xèrif Stanford i els seus adjunts arriben a la propietat, però són massa tard i només troben un supervivent solitari, que s'ha tornat bojapel terror que ha presenciat. Localitzen una altra dona que vaga per la propietat atormentada i se'n van amb els dos supervivents, sense saber que el pare d'Andre segueix lliure, vagant pel desert.

## Repartiment
- Andrew Prine com a Andre
- Manuela Thiess com a Simone
- Sherry Alberoni com a Sheri
- Gyl Roland com a Corinne
- Sheila Bromley com la senyora Baynor
- Gil Lamb com el Sr. Álvarez
- Gerald Cormier com el pare d'Andre
- Al Cormier com el xèrif Stanford
- Chuck Niles com a Derek Moore
- Jeane Manson com a Jean
- Sonja Dunson com a Sonja

## Producció
La fotografia principal de Terror Circus va tenir lloc a Palmdale, Califòrnia. La pel·lícula va ser en gran part dirigida per Alan Rudolph, un protegit de Robert Altman, com el seu debut com a director. Cormier era un pseudònim que va utilitzar Rudolph. Segons l'actor Prine, però, Gerald Cormier, el cap del distribuïdor de la pel·lícula, CMC Pictures Corporation, va ser un dels altres dos directors contractats per fer la pel·lícula abans que Rudolph prengués el relleu. Segons l'American Film Institute, l'escriptor acreditat de la pel·lícula, Ralph Harolde, també podria haver estat un nom utilitzat per Rudolph.
En un curtmetratge documental de 2009 inclòs al DVD de Code Red i posteriors llançaments en Blu-ray de la pel·lícula, el productor Marvin Almeas i altres persones implicades en la realització de la pel·lícula expliquen que Gerald Cormier era, de fet, el director original de la pel·lícula, i que Rudolph va ser un assistent de la producció que finalment es va fer càrrec de la direcció. Cormier apareix a la pel·lícula interpretant al pare deforme d'Andre.

## Llançament
La pel·lícula es va projectar sota el títol Terror Circus a McAllen (Texas) el 31 d'octubre de 1973, i a San Angelo, a partir del 14 de desembre de 1973. Més tard es va projectar a Texas amb el títol alternatiu The Barn of the Naked Dead el setembre de 1975 en una doble sessió amb The Flesh and Blood Show (1972).

### Resposta crítica
DVD Verdict va valorar negativament la pel·lícula, comentant que era "només avorrida i ximple". Al llibre Cult Horror Films Welch Everman va criticar l'intent de la pel·lícula de contenir el que considerava un "feminisme fals", ja que considerava que es va afegir com una manera de permetre als espectadors gaudir de la violència de la pel·lícula contra les seves protagonistes femenines i "no sentir-se culpable després".
AllMovie va donar a la pel·lícula una crítica negativa complementant la premissa de la pel·lícula, però va criticar el fracàs de la pel·lícula a l'hora d'oferir les "delícies pervertides" que prometia, el ritme lent i la manca de desenvolupament del personatge, anomenant la pel·lícula un "embolic amateur de fantasia sexual i terror nuclear".
Al seu llibre Terror in the Desert: Dark Cinema of the American Southwest (2018), l'escriptor Brad Sykes assenyala que el recinte de circ en què està ambientada la pel·lícula, "amb els seus cartells de circ esquinçats i les gàbies abandonades, és un dels exemples més poderosos d'aïllament rural que s'hagi presentat mai en una pel·lícula de terror al desert".

### Mitjans domèstics
La pel·lícula va ser llançada per primera vegada en DVD per Legend House, LLC el 29 de gener de 2008. Més tard va ser reestrenada per Shriek Show i Code Red el 31 de març de 2009 i el 27 de setembre de 2011, respectivament, i Code Red va llançar la pel·lícula com a doble sessió amb la pel·lícula de terror de 1981 Scream sota el seu títol Barn of the Naked Dead. Code Red va estrenar la pel·lícula en Blu-ray el 20 d'octubre de 2015, disponible exclusivament a la botiga en línia de Screen Archives Entertainment. Code Red va reeditar la pel·lícula en Blu-ray juntament amb Kino Lorber el 12 de juliol de 2022.